# Dorothea Dix
Dorothea Lynde Dix (Hampden, Maine, 4 april 1802 — Trenton (New Jersey), 17 juli 1887) was de eerste vrouwelijke arts in de westerse wereld.

## Biografie
Na een ongelukkige jeugd in een methodistische familie, vluchtte de vroegrijpe en intellectueel uitzonderlijk begaafde Dix uiteindelijk naar Worcester (Massachusetts). Ze had grote interesse in het onderwijs en opende enkele scholen voor arme en verwaarloosde kinderen in Boston. In 1840-41 ging zij lesgeven in de zondagsschool van een vrouwengevangenis. Door de barre omstandigheden in de gevangenis (veel misère en misbruik) werd door haar een nieuwe visie op psychiatrische patiënten ontwikkeld. De nieuwe visie was geheel in tegenstelling met de toenmalige algemene opvatting dat geesteszieken onbehandelbaar zijn. Dorothea Dix wilde de psychiatrische patiënten behandelen met holistische therapie en bezigheidstherapie. Door het publiceren van haar bevindingen kreeg zij uiteindelijk de mogelijkheid om het psychiatrisch instituut verder uit te bouwen en de geestelijke gezondheidszorg te hervormen in North Carolina.
Tijdens de Amerikaanse Burgeroorlog werd ze als vrijwilliger het diensthoofd van de verpleegsters van de Union Army, ze wist een efficiënte verpleging uit te bouwen. 'Dragon Dix' werd haar bijnaam, vanwege haar autoritaire en energieke karakter. In 1863 kwam er wetgeving die haar steunde bij het aanstellen van vrouwelijke verpleegsters, ook de arbeidsomstandigheden werden beter. Tijdens haar hele werkzame leven heeft ze zich ingezet voor het welzijn van patiënten en geestelijk zwakkeren.